# Rheinvorland im Orsoyer Rheinbogen
Koordinaten: 51° 34′ 7″ N, 6° 38′ 19″ O
Das Rheinvorland im Orsoyer Rheinbogen (offizielle Bezeichnung: „NSG Rheinvorland im Orsoyer Rheinbogen, mit Erweiterung“) ist ein 397 ha umfassendes FFH-Gebiet beim Rheinberger Ortsteil Eversael am Niederrhein, das namensgebende Orsoy befindet sich außerhalb des Rheinbogens. Es befindet sich gänzlich innerhalb des rund 802 ha großen Naturschutzgebietes Hasenfeld und Rheinvorland zwischen Eversael und Ossenberg und innerhalb des Europäischen Vogelschutzgebietes Unterer Niederrhein.
Das Rheinvorland im Orsoyer Rheinbogen umfasst über eine Länge von mehr als neun Kilometern das Deichvorland entlang des Rheins. Ein prägender Bestandteil dieser Landschaft ist das ausgedehnte Weideland, weitere sind die beiden im Norden des Gebiets gelegenen, großflächigen Stillgewässer, an denen neben niedrigwüchsigen Uferfluren stellenweise auch Röhrichte und Weidengebüsche wachsen. Weitere, kleinflächige Stillgewässer und vereinzelte Baumreihen finden sich im gesamten Gebiet verteilt. Das so entstehende Mosaik verschiedener Landschaftstypen mit Weichholzauen-Restbeständen und Glatthaferwiesen bietet sowohl den hier lebenden Amphibien einen geeigneten Lebensraum, als auch Zugvögeln wie arktischen Gänsen und Schwänen einen bedeutenden Rast- und Überwinterungsstandort.
Als Arten von gemeinschaftlichem Interesse nach den Fauna-Flora-Habitat- und Vogelschutzrichtlinien finden sich in den Naturschutzgebieten insbesondere
- Bekassinen, Bruchwasserläufer, Dunkelwasserläufer, Grünschenkel, Kampfläufer, Rotschenkel, Uferschnepfen und Waldwasserläufer
- Blässgänse, Gänsesäger, Knäkenten, Krickenten, Löffelenten, Waldsaatgänse, Singschwäne, Tafelenten, Zwergsäger und Zwergschwäne
- Flussregenpfeifer, Goldregenpfeifer und Kiebitze
- Flussseeschwalben
- Rohrweihen und Schwarzmilane
- Teichrohrsänger
- Wachtelkönige
- Wiesenpieper
- Zwergtaucher